# Novi di Modena
Novi di Modena ist eine norditalienische Gemeinde (comune) mit 10.165 Einwohnern (Stand 31. Dezember 2023) in der Provinz Modena in der Emilia-Romagna. Die Gemeinde liegt etwa 27,5 Kilometer nördlich von Modena in der Po-Ebene.
Novi di Modena gehörte zu den vier Gemeinden der Union Terre d'Argine. Sie grenzt unmittelbar an die Provinzen Mantua (Lombardei) und Reggio Emilia.

## Geschichte
Urkundlich wird Castrum novum 979 erstmals erwähnt.

## Verkehr
In der Nähe verläuft die Autostrada A22. Die Bahnstrecke Rolo nach Mirandola ist geschlossen. Der heutige Bahnhof Rolos hat die Bezeichnung Rolo-Novi-Fabbrico und liegt an der Bahnstrecke Verona-Mantua-Modena.